# Epirrhoe confusa
Epirrhoe confusa là một loài bướm đêm trong họ Geometridae.